# Protorthodes perforata
Protorthodes perforata là một loài bướm đêm trong họ Noctuidae.